# Oswald Marchesani
Oswald Marchesani (* 1. Mai 1900 in Schwaz, Tirol; † 6. März 1952 in Kiel) war ein deutsch-österreichischer Augenarzt und Hochschullehrer.

## Leben
Marchesani wuchs in Bozen auf und studierte nach der Schulzeit am Franziskanergymnasium Bozen Medizin in Innsbruck und Freiburg. In Innsbruck wurde er 1923 zum Dr. med. promoviert. Unter Richard Seefelder begann er die ophthalmologische Ausbildung an der Augenklinik in Innsbruck, war später kurzzeitig in Freiburg tätig und wechselte 1927 an die Münchener Universitätsaugenklinik unter Karl Wessely.
Er habilitierte sich 1928 und wurde 1934 außerplanmäßiger Professor. Obwohl er nicht Mitglied der NSDAP war, bekam er den Ruf auf den Lehrstuhl der Universität Münster schon 1934 und lehrte dort ab 1936 als ordentlicher Professor. Schließlich erhielt er Anfang 1945 den Ruf der Universität Hamburg als Nachfolger Carl Behrs, den er erst nach Kriegsende annahm.
Verheiratet war Marchesani mit Anneliese Heine und mit ihr Vater der Söhne Gottfried und Felix.

## Wissenschaftliche Tätigkeit
1939 berichtete er über ein achtjährigen Jungen und drei Kinder einer anderen Familie, die alle eine Linsenektopie (Verlagerung der Linse) typisch wie beim Marfan-Syndrom aufwiesen. Im Gegensatz zum Marfan-Syndrom wiesen diese Betroffenen jedoch eine Kurzfingrigkeit auf. Diese neu entdeckte Symptomenkombination wurde nach ihm und dem Straßburger Augenarzt Georges Weill Weill-Marchesani-Syndrom benannt.
Sein Hauptfokus lag in der Forschung in den Grenzgebieten der Augenheilkunde insbesondere zur Neurologie. Er schrieb ein wichtiges Kapitel in Bumke & Försters Handbuch der Neurologie. Marchesani war Mitherausgeber der Zeitschriften Albrecht von Graefes Archiv für Ophthalmologie und Augenheilkunde der Gegenwart.

## Veröffentlichungen (Auswahl)
- Symptomatologie der Erkrankungen des N.Opticus. In: Oswald Bumke, Otfrid Foerster (Hrsg.): Handbuch der Neurologie. Bd. 4 (1936).
- Brachydaktylie und angeborene Kugellinse als Systemerkrankung. In: Klinische Monatsblätter für Augenheilkunde 103, Stuttgart 1939, S. 392–406.
- mit H. Sauter: Atlas des Augenhintergrundes Urban & Schwarzenberg 1956, 2 Bände.